# Referendum costituzionale in Turchia del 1988
Il 25 settembre 1988 si tenne in Turchia un referendum costituzionale. Le modifiche proposte alla costituzione avrebbero portato alle elezioni locali del 1989 che si sarebbero tenute un anno prima. La proposta, tuttavia, fu bocciata con il 65% degli elettori contrari. L'affluenza fu dell'88,8%.

## Risultati
| Votazione                 | Voti       | %    |
| ------------------------- | ---------- | ---- |
| No                        | 14.921.945 | 65.5 |
| Sì                        | 8.034.933  | 35.5 |
| Voti non validi / Bianchi | 793.995    | 96.6 |
| Voti totali               | 23.739.227 | 100  |